# Отщеп

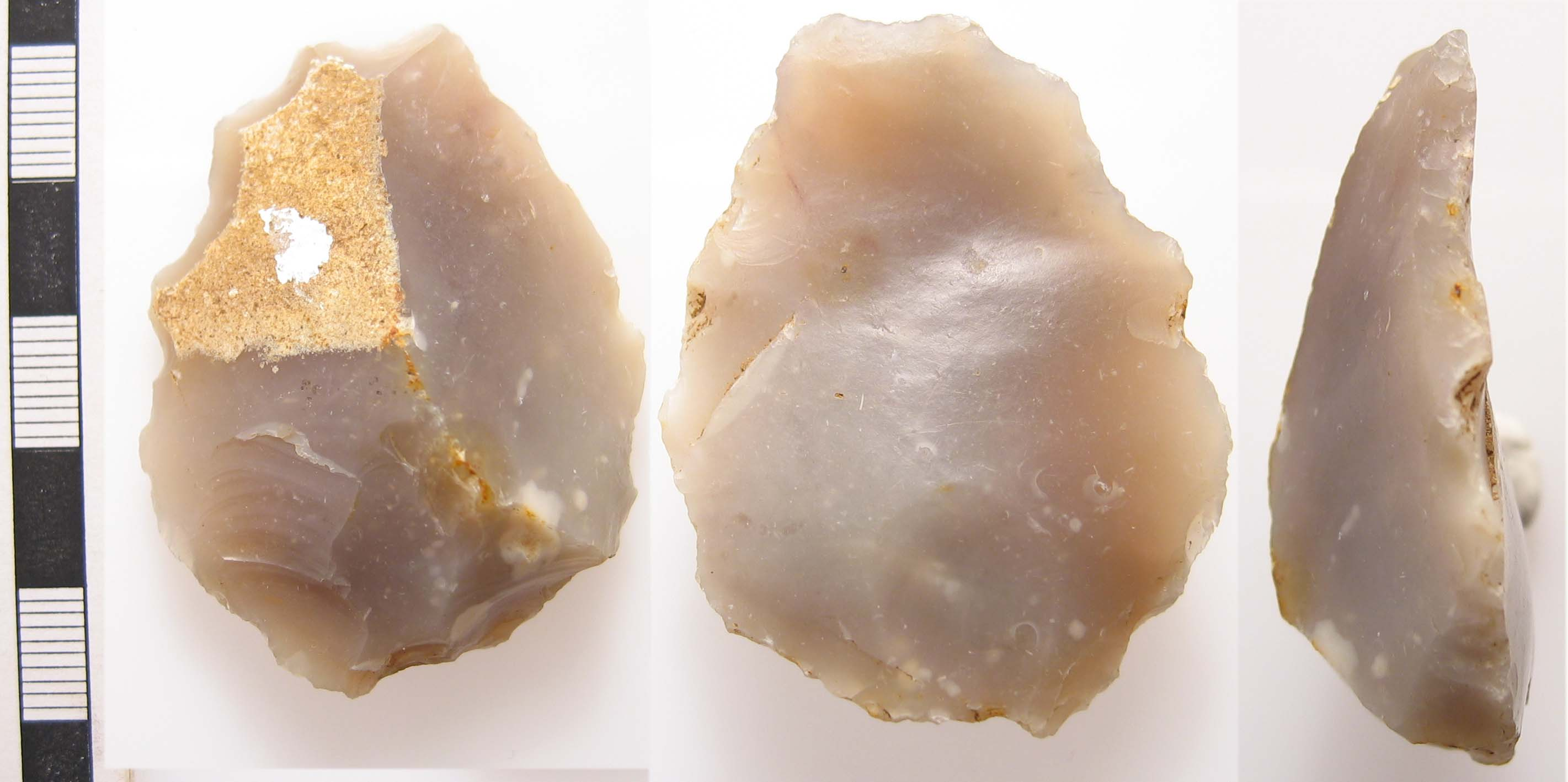
Кремнёвый отщеп. Неолит или ранняя бронза

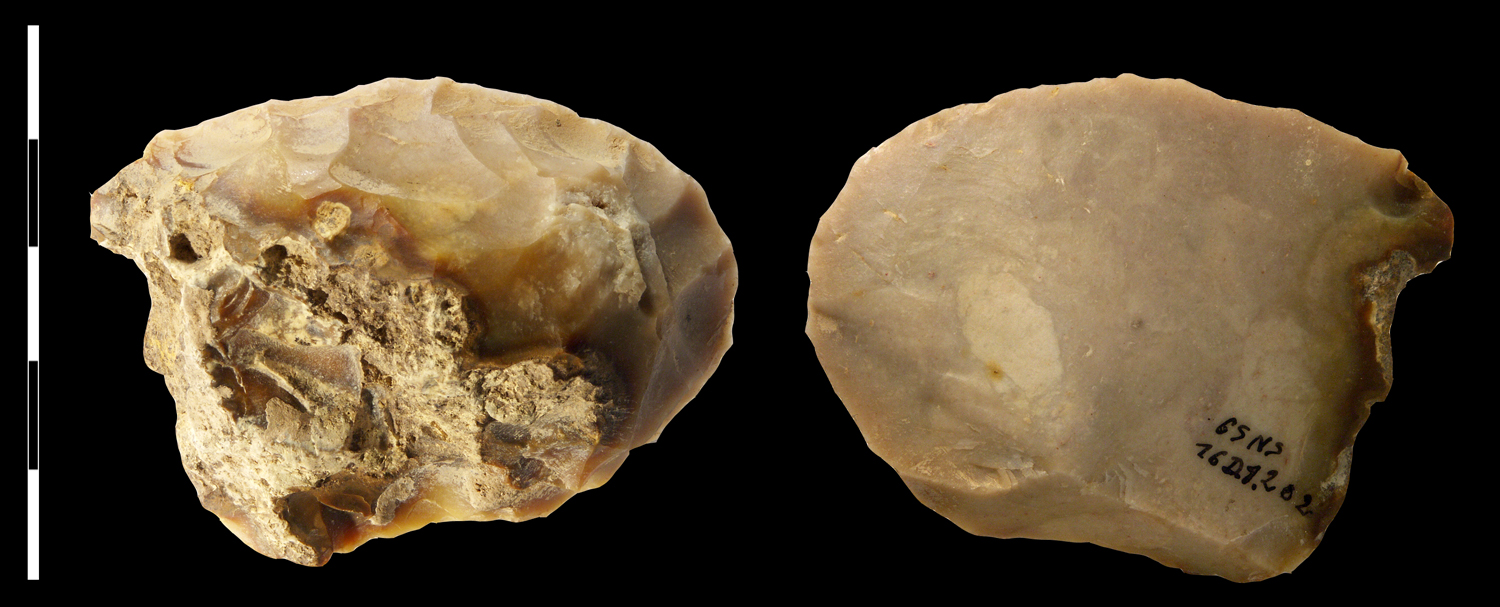
Мустьерский скребок на кремнёвом отщепе

Отще́п, отщеповидный скол (в археологии) — более или менее плоский скол с камня, имеющий различные очертания и пропорции, но при этом его длина обычно лишь немного превосходит ширину. Отщепы могли использоваться сразу как орудия труда (отщепы расщепления), так и в качестве заготовок для дальнейшей их обработки в целях создания орудий (орудия на отщепах). Обычно бо́льшая часть находимых отщепов представляют собой отходы расщепления камня, не получившие дальнейшего применения, в том числе микроотщепы менее сантиметра шириной. Такие, не находящие применения, и к тому же сколь угодно малые отщеповидные сколы ещё называют чешуйками.
Имеются также редко встречаемые, входящие в отдельную категорию костяной и роговой индустрии, изделия, в том числе и отщепы. Соответственно, из трубчатых костей и бивня.

## Получение
Исходным материалом может быть как неподготовленное каменное сырьё, так и различного рода заготовки, а также специально оформленные ядрища — нуклеусы. На искусственное происхождение отщепов указывают наличие ударной площадки, ударного бугорка, ударной волны и штрихов на плоской или вогнутой поверхности брюшка, а также следов предыдущих отщеплений (негативов) на выпуклой поверхности — спинке. Хотя следует учитывать, что возникновение подобных особенностей вообще присуще процессу раскалывания соответствующих пород, даже без намеренного участия человека. Отщепы неколких пород не имеют соответствующего набора заметных признаков. Отщепы получаются при использовании как ударной, так и отжимной техники камнеобработки, применённой к колким видам камня. При этом размер отщепов напрямую зависит от силы воздействия на заготовку.

## Классификация
При анализе каменных индустрий среди отщепов выделяют несколько видов, которые зависят от их формы и методов скола. Например, иногда отщепы, имеющие более вытянутые пропорции (длина примерно в 1,5 раза и более превосходит ширину), но не имеющие других признаков настоящих пластин (параллельные края и органка спинки) выделяют в подразделение пластинчатых отщепов из категории пластинчатых сколов (то есть пластин). Особой группой стоят типичные и атипичные отщепы леваллуа. Кроме того, есть деление по очертаниям: поперечный, приострённый, продольный, с неровными очертаниями. По другим особенностям: с двумя ударными бугорками (на обеих плоскостях), с естественным обушком.
Есть отдельный вид резцовых отщепков или резцовых сколов — очень узких сколов с боковых рёбер заготовок. Они получили своё название из-за того что при их снятии заготовка превращалась в особый инструмент — резец. Хотя всё же бо́льшая часть таких сколов делалась без этой цели. Сами же отщепки всегда шли в отходы. При этом они также имеют свои подразделения.